# Alexa Halko
Alexa Halko, née le 28 juin 2000 à Midwest City (Oklahoma), est une athlète handisport américaine concourant en T34 pour les athlètes ayant une infirmité motrice cérébrale. Elle concourt en fauteuil roulant. En 2016, elle est la plus jeune athlète de l'équipe américaine aux Jeux.

## Carrière
Alexa Halko est diagnostiquée d'une paralysie cérébrale à la naissance. Elle débute le sport à l'âge de 7 ans après avoir été découverte par un membre du Greater Oklahoma Disabled Sports Association lors d'un marché fermier en Oklahoma et fait ses débuts internationaux en 2015 au Grand Prix à Mesa. Elle fait études de communication à l'Université de l'Illinois à Urbana-Champaign.
En 2016, elle est la plus jeune athlète sélectionnée pour représenter les États-Unis aux Jeux paralympiques.

## Palmarès

### Jeux paralympiques
- Jeux paralympiques d'été de 2016 à Rio de Janeiro :
  -  400 m T34
  -  800 m T34
  -  100 m T34
- Jeux paralympiques d'été de 2020 à Tokyo :
  -  800 m T34

### Championnats du monde
- Championnats du monde 2015 à Doha :
  -  100 m T34
  -  400 m T34
- Championnats du monde 2017 à Londres :
  -  400 m T34
  -  800 m T34
  -  100 m T34
- Championnats du monde 2019 à Dubaï :
  -  100 m T34
  -  800 m T34